# Liste des édifices labellisés « Patrimoine du XXe siècle » du Bas-Rhin
Cet article recense les édifices protégés au titre du Patrimoine du XXe siècle du département de la Bas-Rhin, en France.
- Pour les édifices labellisés « Patrimoine du XXe siècle » de la commune de Strasbourg, voir la Liste des édifices labellisés « Patrimoine du XXe siècle » de Strasbourg.

## Liste
| Monument                                                   | Commune                 | Adresse                     | Coordonnées                      | Notice         | Protection              | Date | Illustration                                      |
| ---------------------------------------------------------- | ----------------------- | --------------------------- | -------------------------------- | -------------- | ----------------------- | ---- | ------------------------------------------------- |
| Château de Hunebourg                                       | Dossenheim-sur-Zinsel   | Route forestière            | 48° 49′ 59″ nord, 7° 21′ 50″ est | « PA67000070 » | Inscrit MH (2007)       | 2007 | Château de Hunebourg                              |
| École primaire                                             | Drachenbronn-Birlenbach | 8 rue Louis-Philippe-Kamm   | 48° 59′ 21″ nord, 7° 52′ 13″ est | « PA67000002 » | Inscrit MH (1996)       | 1996 | École primaire                                    |
| Maison Degott                                              | Epfig                   | 17 rue de la Montagne       | 48° 21′ 36″ nord, 7° 27′ 32″ est | « EA67000001 » |                         | 2004 | Image manquante Téléverser                        |
| Maison des Anneaux                                         | Haguenau                | 5 rue des Anneaux           | 48° 48′ 48″ nord, 7° 47′ 18″ est | « PA67000065 » | Inscrit MH (2005)       | 2005 | Maison des Anneaux                                |
| Église Saint-Arbobast                                      | Herrlisheim             | 1 rue Châteauneuf-la-Forêt  | 48° 43′ 46″ nord, 7° 54′ 27″ est |                |                         | 2015 | Image manquante Téléverser                        |
| Ouvrage de Schœnenbourg                                    | Ingolsheim              | Hinterwald                  | 48° 58′ 17″ nord, 7° 55′ 21″ est | « PA00085309 » | Inscrit MH (1992, 1993) | 1992 | Ouvrage de Schœnenbourg                           |
| Centrale de Kembs                                          | Kembs                   | Route de Roseneau           | 47° 39′ 19″ nord, 7° 31′ 10″ est |                |                         | 2015 | Centrale de Kembs                                 |
| Centre d'interprétation de l'architecture et du patrimoine | Lichtenberg             | Château de Lichtenberg      | 48° 55′ 16″ nord, 7° 29′ 14″ est |                |                         | 2015 | Image manquante Téléverser                        |
| Siedlung                                                   | Marckolsheim            | Rue du Rhin                 | 48° 09′ 39″ nord, 7° 33′ 01″ est | « PA67000088 » | Inscrit MH (2012)       | 2012 | Image manquante Téléverser                        |
| Cité paysanne                                              | Marckolsheim            | Cité Paysanne               | 48° 10′ 02″ nord, 7° 32′ 39″ est | « PA67000089 » | Inscrit MH (2012)       | 2012 | Cité paysanne                                     |
| Camp de concentration (actuel musée des Déportés)          | Natzwiller              |                             | 48° 27′ 14″ nord, 7° 14′ 58″ est | « PA00084818 » | Classé MH (1951, 2011)  | 1951 | Camp de concentration (actuel musée des Déportés) |
| Usine d'électricité                                        | Niederbronn-les-Bains   | Rue de Reichshoffen         | 48° 56′ 42″ nord, 7° 39′ 01″ est | « PA00085295 » | Inscrit MH (1991)       | 1991 | Usine d'électricité                               |
| Usine List                                                 | Rhinau                  | 16, 22, 24 rue de Boofzheim | 48° 19′ 29″ nord, 7° 41′ 56″ est | « PA67000084 » | Inscrit MH (209)        | 2009 | Image manquante Téléverser                        |
| Synagogue                                                  | Schirmeck               | Rue des Écoles              | 48° 28′ 39″ nord, 7° 13′ 08″ est | « PA67000033 » | Inscrit MH (1999)       | 1999 | Synagogue                                         |
| Château d'Eau                                              | Sélestat                | Place du Général-de-Gaulle  | 48° 15′ 32″ nord, 7° 26′ 44″ est | « PA00085302 » | Inscrit MH (1992)       | 1992 | Château d'Eau                                     |
| Tribunal d'instance                                        | Sélestat                | 17 rue de la Première-Armée | 48° 15′ 38″ nord, 7° 27′ 02″ est | « PA00085304 » | Inscrit MH (1992)       | 1992 | Tribunal d'instance                               |
| Église Saint-Étienne                                       | Seltz                   | Rue Principale              | 48° 53′ 37″ nord, 8° 06′ 28″ est | « PA67000069 » | Inscrit MH (2006)       | 2004 | Église Saint-Étienne                              |

### Sources
- [PDF] « Édifices ou ensembles labellisés « Patrimoine du XXe siècle » entre 2000 et 2015 », sur culturecommunication.gouv.fr, 24 février 2017